# The Hot Springs
The Hot Springs est une formation rock Montréalaise aux textes à la fois anglophones et francophones qui a vu le jour en 2004. Le groupe s'est séparé et a arrêté toutes ses activités à l'automne 2008. Tous les membres ont maintenant d'autres projets musicaux.

## Membres
- Giselle Claudia Webber: Voix, Paroles et Guitare[3]
- Rémy Nadeau-Aubin: Guitare[4]
- Anne Gauthier: Batterie
- Frédéric Sauvé: Basse

## Discographie
,